# Galben de metil
Galben de metil este un colorant azoic cu indicativul C.I. 11020, fiind utilizat pentru determinarea pH-ului dar și drept colorant alimentar.
Sinonime:
- 4-dimetilaminoazobenzen
- p-dimetilaminoazobenzen
- N,N-dimetil-4-aminoazobenzen
- galben unt
- galben de metil

În soluție apoasă are culoare roșie, pentru ca în mediu acid sa aibă loc virarea la culoarea galbenă.